# Liste der Bischöfe von Alba
Die folgenden Personen waren Bischöfe von Alba (Piemont, Italien):
- Heiliger Dionysius (350–355)
- Adelgiso (355)
- Severus (397)
- Bruningo (419)
- Alderico
- Lampadius I.
- Manfred (483)
- Venanzio I.
- Oldarico
- Peter I.
- Venanzio II.
- Guglielmo
- Vitelmo I.
- Heiliger Benedikt (680)
- Lampadius II.
- Sigifred
- Pietro Penso II. (855)
- Olderado oder Ildrado (876)
- Liutardo
- Vitelmo II.
- Daibert (945)
- Flocardo oder Fulcardo (989)
- Costantino (997)
- Oberto (1027)
- Pietro Penso III. oder Benzone (1059)
- Albert (1074)
- Pellegrino (1098)
- Pietro IV.
- Robaldo (1135–1145)
- Pietro V. (1150)
- Rozone (1163)
- Otto (1169–1177)
- Federico (wohl aus der Familie der Aleramiden)
- Bonifatius I. (1188)
- Gerardo (1191–1194) (dann Bischof von Nola)
- Ogerio (1197–1199)
- Bonifatius II. (1214)
- Reinerio (1216)
- Sardo (1231)
- Guglielmo Braida (1251–1252)
- Monaco (1260)
- Gandolfo
- Simone
- Martin
- Bonifatius III. (−1306)
- Raimondo
- Guglielmo Isnardi (1323–1333) (dann Erzbischof von Brindisi)
- Guncelin (1334)
- Pietro Avogadro (1349)
- Lazzarino Flisco oder Fieschi (1364)
- Ludovico del Carretto (1369–1382)
- Federico del Carretto ()
- Pietro del Carretto ()
- Bonifatius IV. ()
- Francesco I. del Carretto (1402)
- Aleramo del Carretto (1407)
- Francesco II. del Carretto (um 1413)
- Giacomo del Carretto ()
- Alerino Rembaudi (1434–1456)
- Bernardo del Carretto (1456)
- Pietro del Carretto (um 1460)
- Andrea Novelli (1512–1521)
- Ippolito Novelli (−1530)
- Antonio Mollo (1530–1532)
- Giuliano Visconti (1532)
- Marco Gerolamo Vida (1533–1566)
- Leonardo Marino (−1572)
- Vincenzo Marino (1572–1583)
- Lelio oder Aurelio Zimbramonti (1583)
- Ludovico Michelio (1583–1590)
- Alberto Capriano (1590–1595)
- Giovanni Anselmo Carminato (1597–1604)
- Francesco Pendasio (1605–1613)
- Vincenzo Agnello Suardo (1616–1620) (dann Bischof von Mantua)
- Ludovico Gonzaga (1626–1633)
- Francesco Gandolfo (1633–1638) (vorher Bischof von Ventimiglia)
- Paolo Brizio (1642–1665)
- Cesare Biandra’ (1665–1666)
- Vittorio Nicolino della Chiesa (1667–1691)
- Gerolamo Ubertino Provana (1694–1696)
- Giuseppe Roero (1697–1720)
- Francesco Vasco (1727–1749)
- Enrichetto Virginio Kardinal Natta OP (1750–1768)
- Giacinto Amadeo Vagnone (1770–1778), 1804
- Giuseppe Maria Langosco (1778–1788)
- Giovanni Battista Pio Vitale (1791–1805)
- Giovanni-Antonio Niccola (1818–1834)
- Costanzo Michele Fea (1836–1853)
- Eugenio Roberto Galletti (1867–1879)
- Lorenzo Carlo Pampirio OP (1880–1889) (dann Erzbischof von Vercelli)
- Giuseppe Francesco Re (1889–1933)
- Luigi Maria Grassi B (1933–1948)
- Carlo Stoppa (1948–1965)
- Luigi Bongianino (1970–1975) (dann Bischof von Tortona)
- Angelo Fausto Vallainc (1975–1986)
- Giulio Nicolini (1987–1993) (dann Bischof von Cremona)
- Sebastiano Dho (1993–2010)
- Giacomo Lanzetti (2010–2015)
- Marco Brunetti (seit 2016)